# Pojazdy Szynowe Pesa Bydgoszcz

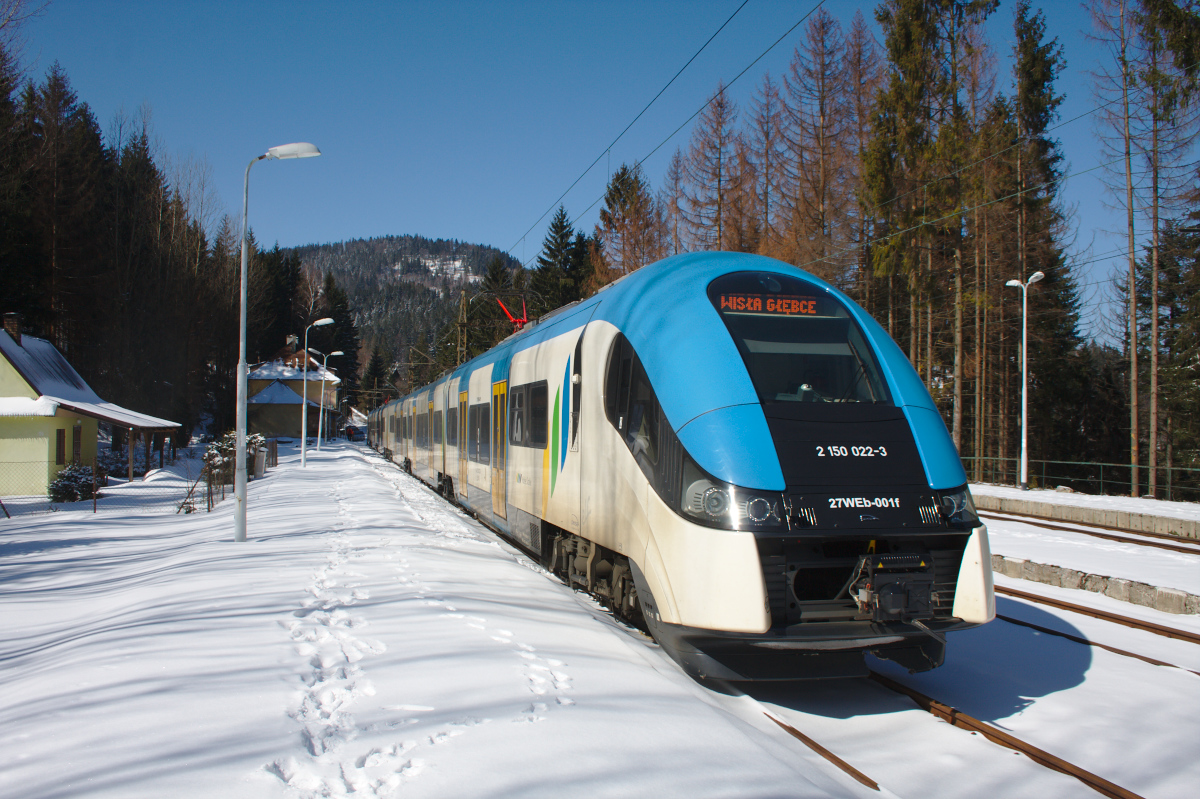
Pesa Elf 27WEb-001 dopravce Koleje Śląskie ve stanici Wisła Głębce

Pojazdy Szynowe Pesa Bydgoszcz Spółka Akcyjna Holding (zkráceně Pesa Bydgoszcz SA) je nejstarší polský výrobce kolejových vozidel. Byl založen 27. července 1851 a sídlí v Bydhošti v blízkosti místního hlavního nádraží. Původně sloužil jako servisní podnik Pruské východní dráhy.

## Výrobky
- tramvaje (Pesa Tramicus, Pesa Swing, Pesa Twist)
- dieselové vlakové jednotky (Pesa Partner, Pesa Atribo, Pesa Link)
- elektrické vlakové jednotky (Elf, Acatus, 33WE)
- osobní železniční vozy – nové vozy i modernizace
- nákladní železniční vozy – modernizace
- dieselové i elektrické lokomotivy – modernizace a Pesa Gama

### Dieselové motorové vozy a jednotky
V roce 2001 firma začala dodávat motorový vůz Partner (Pesa 214M), vyráběný ve variantách 214M (SA106), 214Ma (SA103), 214Mb (SA135). Vyrobeno bylo 48 kusů. Dvoučlánková jednotka obdobného vzhledu byla dodávána od roku 2004 pod označením Pesa 218M. Jednomotorový prototyp SA131-001 pro firmu Arriva RP nesl typové označení 218M bez rozlišovacího písmene, další jednotky již byly dvoumotorové a byly dodávány jako podtypy 218Ma a 218Mb (obojí SA132), 218Mc (SA133) a 218Md (první kus označen jako SA132-016, poté přeznačen na SA134, jak byly značeny i další vozy tohoto podtypu). Celkem bylo vyrobeno 61 jednotek. Tříčlánková jednotka mírně odlišného vzhledu začala být vyráběna roku 2007 či 2008 pod typovým označením Pesa 219M a obchodní značkou Atribo, v Polsku dostala sériové označení SA136 a v Itálii ATR220. Většina dodávek byla pro polské dopravce, jednotky do Itálie byly dodány z propagačních důvodů.
Od roku 2012 nabízí výrobce novou typovou rodinu pod označením Link. O tu projevily zájem mimo jiné České dráhy, pro něž také byla vyrobena první zakázka. Výrobce nabízí řadu Pesa Link v jednovozové variantě (Pesa Link I, motorový vůz), jako dvoudílnou jednotku Pesa Link II a jako trojdílnou jednotku Pesa Link III. Dvoudílná jednotka s obchodním označením Pesa Link II dostala od výrobce typové označení Pesa 223M, v České republice pak od Drážního úřadu řadové označení 844 a u Českých drah obchodní označení RegioShark. Celkem 31 jednotek si objednaly České dráhy, 2 dvojdílné jednotky si objednalo Západopomořanské vojvodství v Polsku a 12 dvojdílných jednotek si objednal německý dopravce Regentalbahn. Samostatný motorový vůz uspěl ve výběrovém řízení ČD pro Pardubický kraj, ale z finančních důvodů nebyla nakonec zakázka uzavřena. Trojdílnou jednotku si objednaly DB.